# 島原温泉
島原温泉（しまばらおんせん）は、長崎県島原市（旧国肥前国）にある温泉。世界ジオパークネットワーク加盟する島原半島ジオパークの一部である。

## 泉質
- 炭酸水素塩泉

## 温泉街

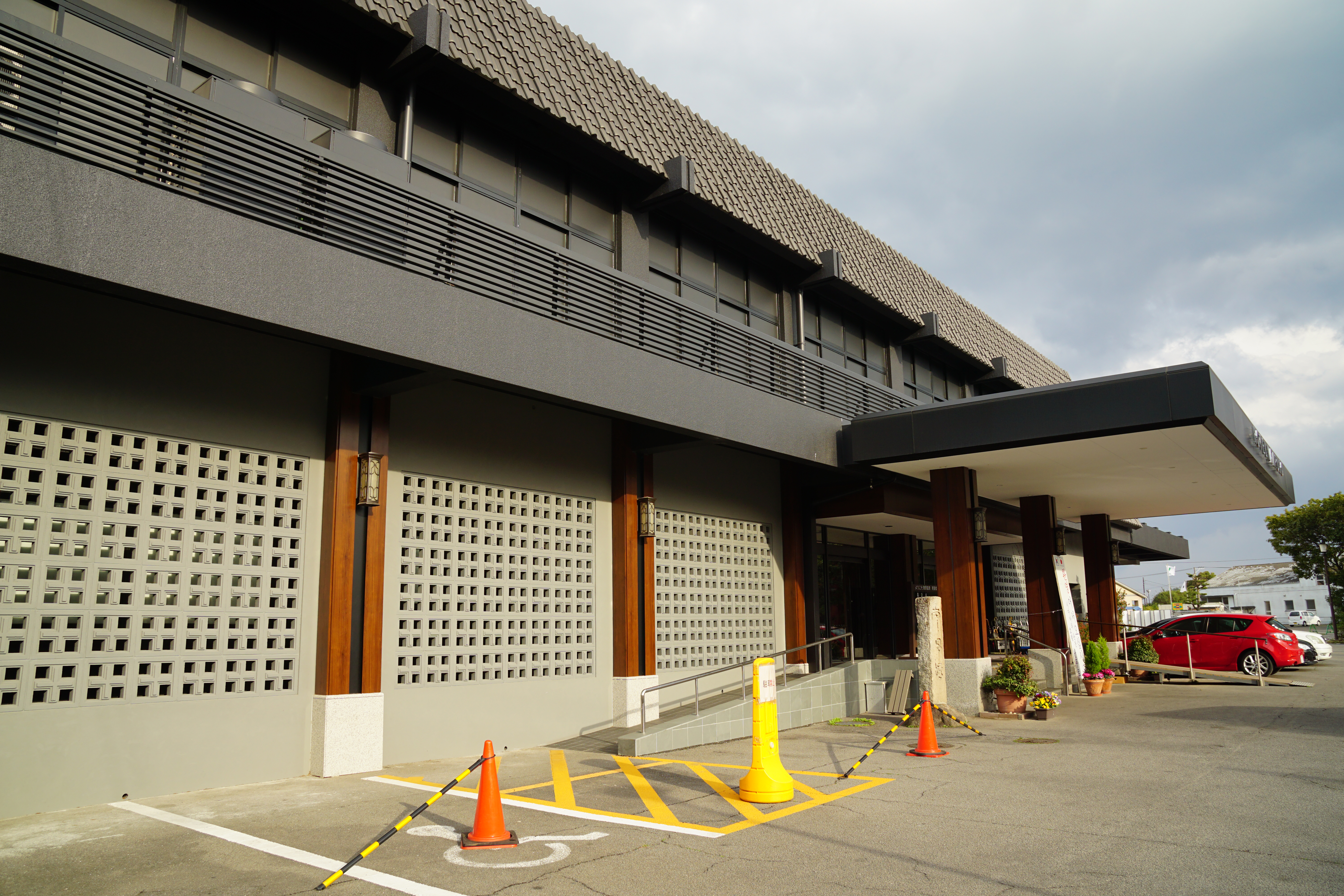
有明海に面するホテル

有明海に面し熊本方面とアクセスする島原外港近くに宿泊施設が集まる。また、温泉浴場として「ゆとろぎの湯」がある。温泉街という雰囲気ではないが、各旅館とも見晴らしが良く、九十九島（つくもじま）とよばれる有明海と風光明媚な島原の海岸線を一望する。また、市街の至る所に自噴の湧水がある。源泉温度は約40度と比較的低い炭酸水素塩泉で、入浴中は肌に気泡がつくのが特徴。

## 歴史
島原市は歴史にゆかりのある地だが、島原温泉はさほど歴史はなく、昭和初期の開湯。

## イベント
- しまばら温泉不知火まつり - 10月中旬

## アクセス
- 島原鉄道島原港駅下車